# Sloup se sochou Panny Marie (Hodkovice nad Mohelkou)
Sloup se sochou Panny Marie je kulturní památka v Hodkovicích nad Mohelkou, městě na severu České republiky, v Libereckém kraji.

## Poloha a historie
Objekt se nachází při jižní straně místní komunikace odbočující západním směrem ze silnice číslo III/27814, u domu číslo evidenční 35. Socha byla vytvořena zřejmě v 18. století. Na svém místě stojí již pouze kopie skulptury a její originál je uložen ve zdejším kostele svatého Prokopa. Ode dne 6. dubna 1966, kdy nabyly právní moci příslušné dokumenty, je socha chráněna coby kulturní památka Československa, respektive České republiky.

## Popis
Socha i sloup jsou vytvořeny z pískovce. Vespod se nachází kamenný stupeň, na nějž přiléhá profilovaný sokl ve tvaru kvádru, jenž se směrem vzhůru plynule mění v užší čtyřboký dřík. Na všech jeho bočních stranách se nacházejí vystupující zrcadla, do nichž jsou vytesány nápisy. Na jižní straně, která je odvržená od silniční komunikace vedoucí kolem sochy, je text:
—
Helige
Maria
bett für uns
—
—

Do bočních stran, tedy západní a východní, jsou vytesány texty:
Endlich
wem ich sterbend
weine und
beschliefe
meinen Lauf,
Güfte Namen
o er ich
— dann
meine Seele
auf

Hilf, o
Jungfrau, daß
die Sünde
Jesum nie von
mir vertreit
und daß immer
ich ihn sind
der gehen
den Tronen
bleibt

Na zadní straně, jež je přivrácená k severu, je patrný nápis, o kterém lze předpokládat, že odkazuje na dobu, kdy celá skulptura prošla obnovou:
—iet
Ignaz
Glaser
1872

V roce 1836 vznikl soupis soch, podle něhož měl být na dříku text, který se ovšem nedochoval:
Mutter
Voller Gnadenblicke
Und o Jesu
Wahre Lust,
Ach verbleibt in
Meiner Brust
Wenn ich mich der Welt
entrücke

Dřík se zrcadly je na vrchní straně ukončen široce profilovanou římsou, na níž navazuje nízký nástavec. Na nástavci je založen sloupek ve tvaru válce, který je ve své vrchní části završen širokou hranolovou římsou a přecházející v nástavec ve tvaru krychle, jež je podstavcem vlastní sochy Panny Marie. Autor sochu vytvořil v podobě mladé ženy majícími na hlavě dlouhé, rozpuštěné vlasy. Ruce má sepjaté v úrovni prsou. Oblečena je do dlouhých šatů. Kolem Mariiny hlavy se nachází svatozář o dvanácti hvězdách.
Celé sousoší je oploceno, a sice dřevěným plaňkovým plotem, který má v rozích osazené kameninové sloupky.